# Jeremiah Kane
Jeremiah Kane – polski zespół wykonujący muzykę z pogranicza synthwave i synth-metal'u. Grupa powstała w 2017 w Poznaniu początkowo wykonując synthwave. Ostatni, wydany w 2022 roku album Jeremiah Kane pt. Ronin stanowi stylistycznie odejście zespołu od muzyki elektronicznej na rzecz synth-metal'u. Zespół tworzą gitarzysta Jeremiah Kane, gitarzysta Theo Kane, basista Chris Kane oraz perkusista Jacob Kane.
Do 2023 roku grupa wydała 3 albumy studyjne oraz szereg pomniejszych wydawnictw pozytywnie ocenianych zarówno przez krytyków muzycznych, jak i publiczność.

## Historia
Zespół został założony w 2017 roku przez gitarzystę Jeremiah'a Kane'a i początkowo funkcjonował on jako projekt solowy. 25 maja 2017 roku wydał swój debiutancki minialbum, „Neoangeles", a następnie, 15 listopada 2017 roku, zadebiutował albumem „The New Dawn".
Drugi album Jeremiah Kane, zatytułowany „All or Nothing", został wydany 25 października 2018 roku. 
W 2019 roku, skoncentrowali się na promocji albumu i wyruszyli w swoją pierwszą trasę po Europie, odwiedzając kraje takie jak Czechy, Ukraina, Węgry, Niemcy, Słowacja i Belgia.
W 2020 roku, zespół ogłosił współpracę z niemieckim producentem muzycznym Kristianem "Kohle" Kohlmannslehnerem (znanym z pracy z zespołami takimi jak Electric Callboy, Powerwolf i Hamatom), aby pracować nad swoim przyszłym materiałem. Ta współpraca zaowocowała singlami „Never Back Down", wydanym 6 marca 2020 roku, oraz „Specter", wydanym 7 sierpnia 2020 roku. Tego samego roku w dniu 30 października, zespół wypuścił remiks „Never Back Down" autorstwa zespołu BlazerJacket.
W 2021 roku Jeremiah Kane podpisał kontrakt z niemiecką wytwórnią muzyczną NoCut Entertainment oraz wystąpił na scenie festiwalu Castle Party w Polsce.
W 2022 roku, zespół nakładem wytwórni NoCut Enterteinment wydał swój kolejny album pt. „Ronin", który spotkał się z pozytywnym odbiorem krytyków. W tym roku grupa również skoncentrowała się na niewielkiej trasie po polskich festiwalach i konwentach, występując na festiwalu Pyrkon, Coperniconoraz będąc ponownie zaproszonym, po swoim debiucie w 2021 roku, do wystąpienia na festiwalu Castle Party, tym razem na głównej scenie.
W 2023 roku, zespół wyruszył w kolejną trasę koncertową, występując w Niemczech, Czechach, Węgrzech oraz w Polsce. Dzięki głosowaniu uczestników, ponownie wystąpili na festiwalu Pyrkon oraz zagrali koncerty w ramach supportu zespołów takich jak Alestorm, Escape the Fate oraz Hanabie.
W dniu 19 kwietnia 2024 roku, miała miejsce premiera nowego singla autorstwa Jeremiah Kane pt. „THE END", z gościnnym udziałem japońskiego wokalisty Leo Iwasakiego.

## Muzycy
| Obecny skład zespołu - Jeremiah Kane - gitara, syntezator - Theo Kane - gitara - Chris Kane - gitara basowa - Jacob Kane - perkusja | Byli członkowie zespołu - Vincy Kane - gitara |

## Dyskografia

### Albumy studyjne
- The New Dawn (2017)
- All or Nothing (2018)
- Ronin (2022)

### Minialbumy (EP)
- Neoangeles (2017)

### Single
- Miss Heresy (2017)
- The Future Past (2017)
- 2500 Racing (2019)
- Never Back Down (2020)
- Specter (2020)
- Never Back Down (Blazerjacket Remix) (2020)
- Wild Child (2022)
- This Night is Ours (2022)
- Wangan Devil (2022)
- Way of the Ronin (2022)
- Lights Out (2022)
- The End (2024)